# Bartłomiej Bis
Bartłomiej Bis (* 25. März 1997 in Kielce) ist ein polnischer Handballspieler.

## Karriere

### Verein
Bartłomiej Bis lernte das Handballspielen in seiner Heimatstadt bei Vive Kielce. Mit dem polnischen Serienmeister gewann der 1,94 m große Kreisläufer 2016, 2017, 2018 und 2019 die polnische Meisterschaft sowie den polnischen Pokal. In der Saison 2015/16 stand er bei zwei Gruppenspielen in der EHF Champions League im Aufgebot, die Kielce später gewann. Ab 2019 lief er für den Ligakonkurrenten Górnik Zabrze auf, mit dem er am EHF-Pokal 2019/20 und an der EHF European League 2021/22 teilnahm. Seit 2022 spielt er für den deutschen Zweitligisten HSC Coburg.

### Nationalmannschaft
In der polnischen Nationalmannschaft debütierte Bis am 21. Dezember 2020 bei der 23:26-Niederlage gegen Algerien. Bei der Europameisterschaft 2022 wurde er dreimal eingesetzt und belegte mit Polen den 12. Platz. Bei der Weltmeisterschaft 2025 warf er acht Tore in sechs Spielen und belegte mit dem Team den 26. Platz. Insgesamt bestritt er 42 Länderspiele, in denen er 20 Tore warf.